# Nippodysaphis deutziae
Nippodysaphis deutziae är en insektsart. Nippodysaphis deutziae ingår i släktet Nippodysaphis och familjen långrörsbladlöss. Inga underarter finns listade i Catalogue of Life.